# Sepp Frank (Architekt)
Sepp Frank (* 25. September 1942 in Wien; † 4. September 2022 ebenda) war ein österreichischer Architekt.

## Leben und Wirken
Sepp Frank stammte aus einer Ingenieurfamilie und beschäftigte sich bereits als Jugendlicher mit gestalterischen Tätigkeiten. Nach der Mittelschule schloss er 1965 das Architekturstudium an der TU Wien bei Architekt Karl Schwanzer ab und war dann in Schwarzers Büro tätig. 1967 wurde er für ein Master-of-Architecture-Studium an der Universität von Kalifornien in Berkeley zugelassen und unterrichtete dort später auch. Als er um ein Immigrantenvisum ansuchte, bekam er die Einberufung und entschloss sich angesichts des Vietnamkrieges nach Österreich zurückzukehren und wurde am Institut für Gebäudelehre Assistent bei Professor Schwanzer. Nach der Dissertation zum Thema „Die Messung der architektonischen Relation“ legte er 1972 die Ziviltechnikerprüfung ab und gründete ein Architekturbüro, das auf Grund neuer gesetzlicher Möglichkeiten 1998 in eine Ziviltechnikergesellschaft umgewandelt wurde.
Frank realisierte zahlreiche Wohn- und Schulbauten sowie Industriebauprojekte und Hotels. Außerdem leitete er 1999 die Generalsanierung des Ferry-Dusika-Hallenstadion und mehrerer Jahre den Umbau des Oberen und Unteren Belvederes und der darin befindlichen Österreichische Galerie. 2010 erstellte er ein Gesamtkonzept zur Sanierung und Nutzung des Parlamentsgebäudes in Wien.
Er war mit der Architektin Andrea Frank verheiratet und starb im September 2022 im Alter von 79 Jahren. Er wurde am Neustifter Friedhof bestattet.

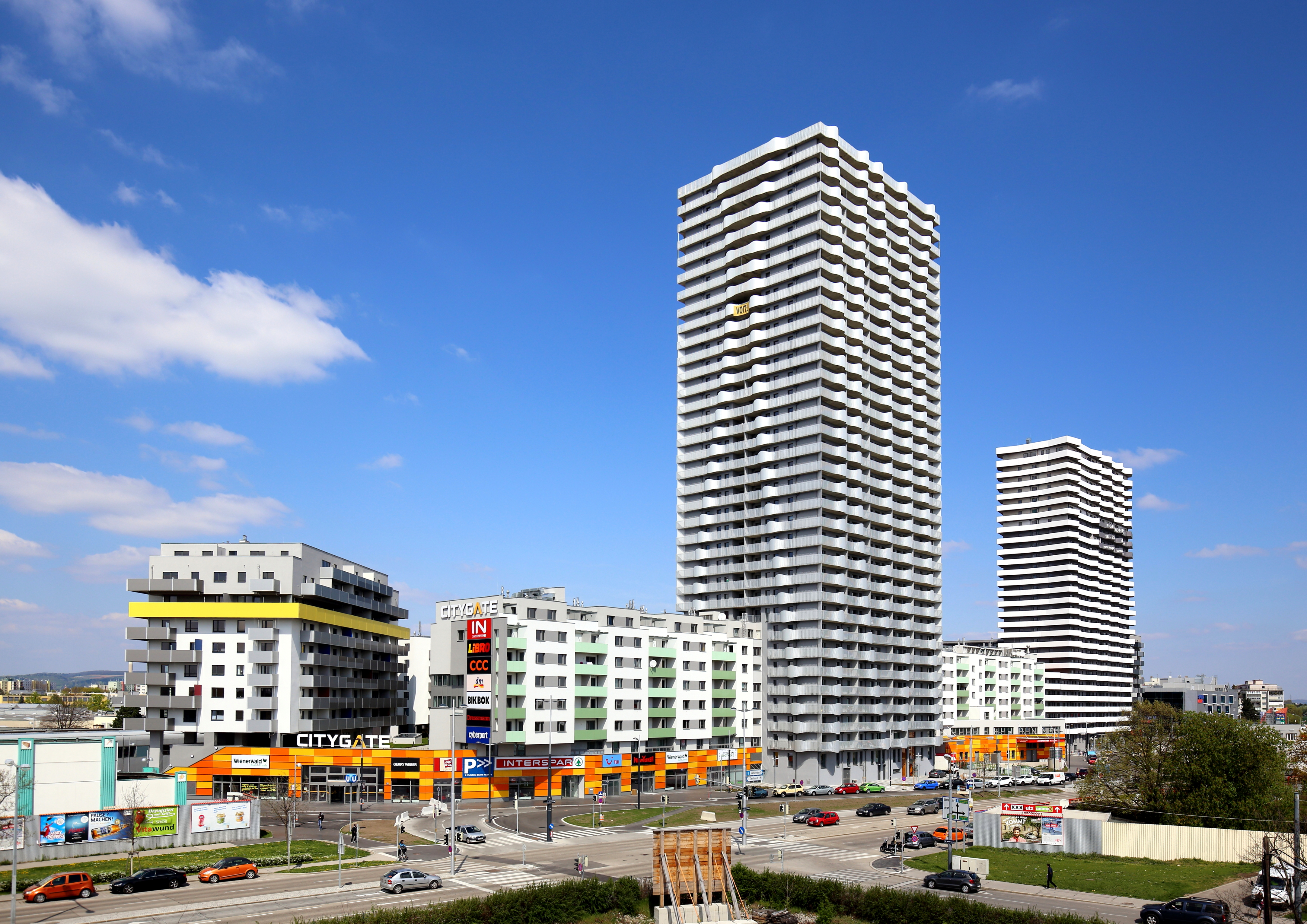
Citygate nächst der U-Bahn-Station Aderklaaer Straße

## Ausgewählte Werke
- Siemens-Nixdorf-Steg (mit Heinz Neumann), 1990–1991
- Universitätscampus Altes AKH (mit Hugo Potyka, Friedrich Kurrent, Johannes Zeininger und Ernst M. Kopper), 1993–1998
- Wohnen am Millennium Tower Zentrum Handelskai, 1997–1999
- Tech Gate Vienna (mit Wilhelm Holzbauer), 1999–2005
- Citygate (Einkaufszentrum mit 35- bzw. 27-geschoßigen Wohntürmen), 2005–2011[5]
- Lesesäle der Österreichischen Nationalbibliothek, 2006–2009
- Campus des Institute of Science and Technology Austria in Klosterneuburg, 2010–2012

## Auszeichnungen und Ehrungen
- 1992 Staatspreis in Bronze für gewerbliche und industrielle Bauten für das Mitsubishi Importzentrum in Wien-Floridsdorf